# Інду Кадарія
Інду Кадарія (неп. इन्दु कडरिया) — непальський політик, яка з 2018 року є членом Національної асамблеї від Комуністичної партії Непалу (об’єднаної марксистсько-ленінської) і займає одне із зарезервованих жіночих місць у провінції Судурпащим.

## Політична діяльність
У 2018 році на виборах до Національної асамблеї Непалу Кадарію обрано як члена Комуністичної партії Непалу (об'єднаної марксистсько-ленінської) (член Національної асамблеї, балотуючись без конкурентів на одне з жіночих місць у провінції № 7 (нині провінція Судурпащим). У червні 2018 року її термін було продовжено до шести років у рамках жеребкування, проведеного Секретаріатом федерального парламенту, що дозволило їй пропустити переобрання у 2022 році. У серпні 2018 року вона стала членом Комітету з питань сталого розвитку та належного врядування.
У травні 2020 року під час парламентських дебатів щодо продовження побудованої Індією дороги на територію, на яку претендує Непал, у межах перевалу Ліпулех, Кадарія висловила свою підтримку укріплення кордону Індії та Непалу парканами, навіть запропонувавши річну зарплату для підтримки такого проекту. У липні 2021 року сказала, що передчасне рішення про розпуск Палати представників спричинене проблемами, пов’язаними з уявною жадібністю серед керівництва. У листопаді 2021 року була учасницею категорії Open Women на закритій сесії 10-го Національного загального з’їзду партії. У березні 2023 року була частиною делегації Дев Раджа Гіміра на 146-й асамблеї Міжпарламентського союзу в Бахрейні. У червні 2023 року розкритикувала бюджет Національної асамблеї на 2023-2024 роки як «без джерела» та як такий, що не зосереджено на рішеннях.